# Via Cassia

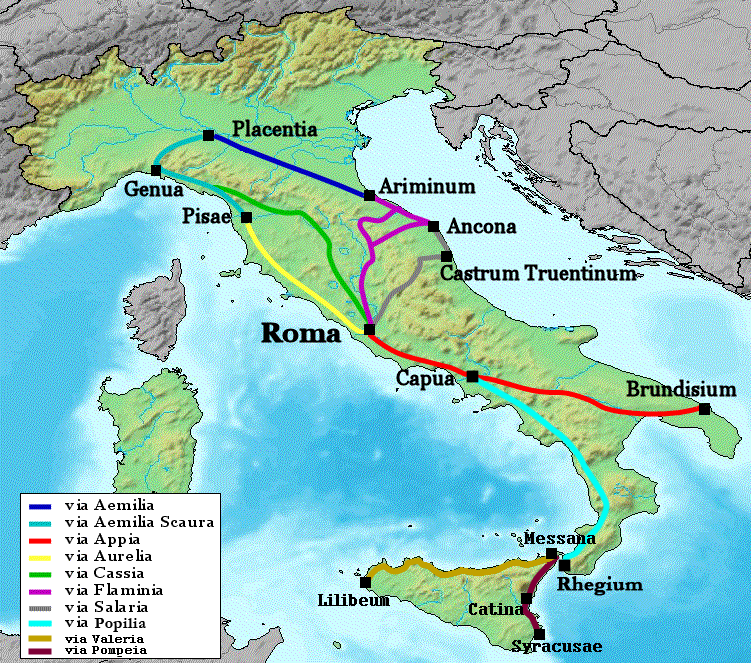
Drogi rzymskie w Italii – kolorem zielonym zaznaczona Via Cassia

Via Cassia – droga rzymska powstała w drugiej połowie II wieku p.n.e., prowadząca z Rzymu do Volsinii, a w przedłużeniu – do Florentii.
W okresie wczesnej republiki należała do dróg, które początkowo nie przekraczały granic Lacjum. Jej rozbudowę sfinansowano z odszkodowania wojennego spłaconego przez pokonaną Kartaginę po drugiej wojnie punickiej. Czas jej budowy nie jest dokładniej znany, jednak nazwa oraz główny jej punkt – Forum Cassii łączą ją z konsulem z rodu Kasjuszów (gens Cassia) w latach 127-124 p.n.e.
Od Mostu Mulwijskiego biegła przez starożytne miasta Sutrium i Volsinii Novi, pokonując liczne przeszkody wodne włącznie z rzeką Pallia (dopływem Tybru), i kończyła się w stacji (mansio) Ad fines Clusinorum. Jej przedłużeniem ku północy była Via Clodia, dzięki czemu umożliwiała dotarcie przez Clusium i Arretium do Florentii. 